# Kámory Sámuel
Kámory Sámuel (szül. Krump) (Bakabánya, 1830. február 6. – Pozsony, 1903. február 3.) evangélikus líceumi tanár, orientalista és bibliafordító.

## Élete
Selmecbányán tanult, a teológiát Pozsonyban végezte. Két évig mint segédtanár dolgozott a gimnázium 3-5. osztályaiban. Ez idő alatt főleg a latin és görög nyelvveket tanulmányozta és 1853-ban külföldre ment. Halléban fél évig, Göttingenben másfél évig fejlesztette teológiai és nyelvészeti tudását. További két évig hallgatta Heiligstädt, Rödiger, Ewald, Bialloblotzky és más orientalistákat előadásait és elsajátította a héberen kívül (melyet már Pozsonyban is tüzetesebben kezdett tanulmányozni) az arab, szanszkrit, szír és török nyelvet. Mikor visszatért Magyarországra Pozsonyban gimnáziumi és teológiai tanárrá választották, ezt azt állást 1885-ig töltötte, azt követően nyugdíjba vonult. Krump családi nevét 1861-ben változtatta Kámorira.
Cikke a Haza és Külföldben (1886. Az arab nyelvből és A «Korán»-ból 8 szúra). Próbálkozott a Szentírás lefordításával, s elkészítette a magyar evangélikusok számára az első, teljes, nyomtatásban megjelent Bibliájukat magyar nyelven. Munkája szöveghű, de túlságosan erőltetett nyelvi megoldásai vannak. Jóllehet a korabeli magyar nyelvet használja, de nyelvezete sajátságos és szokatlan, mert szigorúan követni igyekszik a tiszta magyar nyelv elvét, s szinte minden egyes idegen eredetű kifejezés helyett magyar szót törekszik használni, amelyek többnyire újonnan alkotott szavak, már akkori szemmel is erősen szokatlanok és nehezen felfoghatóak voltak. Használ ugyan tájnyelvi kifejezéseket is, de ezeket sem egyformán értik a különböző területein az országnak. Használ továbbá magyaros (magyarosított) településnév alakokat is (mint pl. Damaszkuszra a Dömöck elnevezést), amelyek szintén nem voltak elterjedtek sem a köznyelvben, sem a biblikus- vagy tudományos nyelvben. Emiatt Bibliája hamar kiesett a használatból és nem tudott gyökeret verni.

## Művei
- Goel vérboszús, kiváltó, szabadító rokon. Szentírásmagyarázati értekezés. Pozsony, 1860
- Ruth. O testamentomi szent könyv. Eredeti héber szövegből magyarítá és kiadta. Uo. 1860
- Énekek éneke az az a legszebb ének. Ó testamentomi szent könyv. Eredeti héber szövegből magyarítá és kiadta. Uo. 1861
- Jeremiás siralmai. Ó testamentomi szent könyv, eredeti héber szövegből magyarítá. Uo. 1861
- Vallástan. Bevezetés az ó- és új- testamentomba és apokr. könyvekbe. Izrael népének történelme. Függelékek: tulajdonnevek elemzése. Pest, 1862
- Röpirat a biblia új magyar fordításának ügyében. Pozsony, 1863
- Biblia, az az szentírás, mely az egész ó- és új-testamentomot foglalja magában. Az eredetiből ford. Pest, 1864., 1870
- Arab gyémántok. Az arab nyelvből ford. Uo. 1874
- Arab gyöngyök. Ford. Uo. 1874
- Ó testamentomi apokrifus könyvek. Az eredeti görögből ford. Bpest, 1877
- Wissenschaftliche Vorträge, die auf dem Gebiete der vergleichenden Sprachwissenschaft sich bewegen. Pozsony, 1882 (1. füzet; tíz füzetre hirdetett előfizetést) Online
- Die Sprachen. Ugyanott, 1894

Szerkesztette és kiadta a Honi Közlöny politikai, tudományos, társadalmi és szépirodalmi lapot 1871. okt.-1872. szeptemberig Pozsonyban, összesen 12 számot. (Ebben van Ballagi Mórral folytatott polémiája Biblia-fordítása ügyében).

### Kéziratban
A Korán, az eredeti arab szövegből fordítva s bő magyarázatokkal ellátva (40 nyomtatott ív, 1881. máj. és 1884-ben bocsátotta szét az aláírási ívet); Bibliai régiségtan, vagyis Héber zsidó régiségtan (10-12 ív 1884.), Bevezetés az ó-testamentomba és az apokrifus könyvekbe 1884. (12 ív); A magyar szótárak kiegészítője 1884. (3000 szó); A magyar nyelv titkai és meredélyei 1884.; Arab rózsák (1884. lantköltemények, eposzok, példabeszédek, egyes prózai elbeszélések, beszélyek sat. 10 ív); Összehasonlító magyar nyelvészeti búvárlatok 1884.; M. T. Cicerónak beszédei, ford. 1884.